# Zolling
Zolling este o comună din landul Bavaria, Germania.